# Лемур Санфорда
Лемур Санфорда (лат. Eulemur sanfordi) — примат из семейства лемуровых. Ранее считался подвидом бурого лемура (Eulemur fulvus), в 2005 году был поднят до ранга вида. Название дано в честь Леонарда Санфорда, американского врача и орнитолога-любителя, администратора Американского музея естественной истории.

## Описание
Лемуры среднего размера. Длина тела от 38 до 40 см, длина хвоста от 50 до 55 см, общая длина от 88 до 95 см. Вес от 1,8 до 1,9 кг. Шерсть верхней части тела самцов от серой до коричневой, у ступней, ладоней и у основания хвоста более тёмная. Нижняя часть тела (брюхо, грудь и внутренняя поверхность конечностей) светло-серая или коричневато-серая. Хвост тёмно-серый. Морда тёмная, обрамлена белой или серой шерстью. От родственных видов отличаются более длинной светлой шерстью на ушах и щеках. У самцов светло-коричневая шерсть на макушке. У самок шерсть на верхней части тела серо-коричневая, более тёмная на плечах, верхней половине спины и голове. Нижняя часть тела светло-серая, лицо также серое, со светлыми отметинами над глазами. Хвост обычно тёмно-серый.

## Распространение
Встречаются в северной части Мадагаскара от Анциранана до Ампанакана. Популяция сконцентрирована в нескольких лесных массивах — Анкарана, Аналамерана и Амбр, кроме того, имеется небольшая популяция в районе Дараина. Южная граница ареала проходит по реке Манамбату. Между местечками Вухемар и Самбава встречаются гибриды с белолобым лемуром (Eulemur albifrons). Населяют тропические влажные и сухие равнинные леса. Также встречаются на среднегорье на высоте до 1400 метров над уровнем моря.

## Поведение
Образуют группы от 3 до 15 особей. Каждая группа защищает территорию до 14 гектаров. Сезон размножения в конце мая, рождения случаются в конце сентября или начале октября. Продолжительность беременности около 120 дней. Обычно в помёте один детёныш, в неволе иногда случаются двойни. После рождения детёныш цепляется за брюхо матери, через две недели переползает на её спину. Питаются молоком до 3 или 4 месяцев, половая зрелость наступает в возрасте около 2 лет.
В рационе в основном фрукты, дополнением служат другие части растений (почки, цветы, молодые листья), а также небольшие беспозвоночные (пауки, многоножки, насекомые). Иногда ядовитые многоножки используются в качестве средства от наружных паразитов — лемуры раздражают многоножек, слегка покусывая их, и натирают шерсть выделяемым токсичным секретом.

## Статус популяции
Международный союз охраны природы присвоил этому виду охранный статус «Вымирающий». Это один из самых редких видов лемуров. В дикой природе их осталось совсем немного, также они содержатся в не более чем четырёх зоопарках. Главные угрозы популяции в дикой природе — разрушение среды обитания из-за лесозаготовок и добычи полезных ископаемых, также серьёзную опасность представляет охота ради мяса. Мясо лемуров считается деликатесом и продаётся за границу.